# Jurij Andronov
Jurij Vladimirovitj Andronov (ryska: Юрий Влаимирович Андронов), född den 6 november 1971, är en rysk före detta friidrottare som tävlade i gång.
Andronov deltog vid Olympiska sommarspelen 2004 där han slutade nia på 50 km gång. Vid EM 2006 blev han bronsmedaljör på samma distans. Han har även två gånger 2004 och 2006 slutat på tredje plats vid IAAF World Race Walking Cup.

## Personligt rekord
- 50 km gång - 3:42.06